# Antonie Johannes Theodorus Janse
Antonie Johannes Theodorus Janse (Den Haag, 19 april 1877 - Pretoria, 12 juni 1970) was een Nederlandse onderwijzer, die bekend werd door zijn werk als entomoloog. 

## Biografie
Na zijn school en opleiding voor onderwijzer in Den Haag, emigreerde hij in mei 1899 naar Zuid-Afrika, waar hij onderwijzer werd te Waterval (Nuwe Smitsdorp). Naast zijn werk als onderwijzer begon hij insecten te verzamelen en te bestuderen, vaak onder zeer primitieve omstandigheden. Hij concentreerde zich op de vlinders en verzamelde in 45 jaar een unieke collectie nachtvlinders, zowel macronachtvlinders als micronachtvlinders. In 1905 werd hij docent aan de Transvaal Normaal School, waardoor hij zich nog meer op entomologie kon toeleggen dan voorheen. Hij verhuisde naar Pretoria, waar hij systematisch onderzoek kon verrichten. Deze betrekking bekleedde hij tot zijn pensionering in 1937. 
In de jaren 1921—1922 bracht hij een bezoek aan Europa waar hij in de musea van Londen, Leiden en Berlijn werkte en vele honderden exemplaren van Zuid-Afrikaanse nachtvlinders op naam bracht, die een fundament zouden vormen van zijn verzameling. In het Brits Museum ontmoette hij een andere lepidopterist, Willie Horace Thomas Tams, met wie hij een hecht contact heeft onderhouden. 
Spoedig na zijn terugkeer naar Pretoria werd hij benoemd tot ereprofessor van systematische entomologie aan de Universiteit van Transvaal, een betrekking die hij behield tot zijn pensionering. In 1925 heeft de Universiteit van Zuid-Afrika zijn wetenschappelijke verdiensten geëerd met het toekennen van een eredoctoraat.
In zijn begintijd verzamelde hij te voet. Soms trok hij er wekenlang op uit met een primitieve kampeeruitrusting op een kruiwagen, later met paard en wagen, ten slotte met een auto en een speciaal voor dat doel uitgeruste caravan. Gedurende het grootste deel van zijn leven moest hij verzamelen, opzetten en inrichten van de collectie, tot het maken van zijn eigen insectendozen toe, in zijn vrije tijd doen. Toch vond hij ook nog tijd voor een reeks degelijke taxonomische publicaties, die alle door hemzelf werden geïllustreerd en die beschrijvingen van meer dan 500 nieuwe soorten bevatten. Hij heeft er altijd voor geijverd om gedetailleerde illustraties voor alle wetenschappelijke beschrijvingen verplicht te stellen. Toen de regering zijn collectie kocht, werd hij tot honoraire curator daarvan benoemd. Eerst werd de Heterocera-collectie van het Transvaal Museum naar zijn huis gebracht, teneinde die met zijn eigen collectie te verenigen. Pas in 1953 kwam in het Museum voldoende ruimte beschikbaar om het geheel daar op te stellen. 
In de periode tussen de jaren 1932—1964 schreef Janse zijn magnum opus: The Moths of South Africa, een monumentale revisie van Geometridae, Noctuidae (Acronyctinae), Hepialidae, Nepticulidae, Adelidae, Gelechiidae en Limacodidae. Ieder deel bestaat voor de helft uit tekst en voor de helft uit illustraties (eigen tekeningen en foto’s). In totaal zijn een 50-tal publicaties over Lepidoptera van zijn hand verschenen.
Op 75-jarige leeftijd werd Janse tot waarnemend directeur van het Transvaal Museum benoemd.
Na zijn 75ste jaar heeft hij nog drie grote verzamelexpedities in een auto met caravan ondernomen, waarbij hij slechts door zijn echtgenote als enige assistente werd begeleid. De meeste vlinders heeft hij zelf in het veld opgezet. 
Tot kort voor zijn dood heeft hij zijn werk voortgezet en nog twee complete manuscripten nagelaten. 
Enkele bekende publicaties:
- A.J.T. Janse (1917). Check-list of the South African Lepidoptera Heterocera (Paperback)
- A.J.T. Janse (1920). On the South African Notodontidae with descriptions of apparently new genera and species. Annals of the Transvaal Museum 7,3.
- A.J.T. Janse (1932). The Moths of South Africa Vol. I: Sematuridae en Geometridae.
- A.J.T. Janse (1935). The Moths of South Africa Vol. II: Geometridae.
- A.J.T. Janse (1939). The Moths of South Africa Vol. III: Cymatophoridae en Noctuidae.
- A.J.T. Janse (1948). The Moths of South Africa Vol. IV: Jugatae, Adelidae en Nepticulidae.
- A.J.T. Janse (1949). The Moths of South Africa Vol. V: Gelechiadae
- A.J.T. Janse (1958). The Moths of South Africa Vol. VI: Gelechiadae
- A.J.T. Janse (1964). The Moths of South Africa Vol. VII: Limacodidae

- Gemeinsame Normdatei: 1146593562
- International Standard Name Identifier: 0000 0003 8568 7341
- Library of Congress Control Number: n91092103
- Nederlandse Thesaurus van Auteursnamen: 181449250
- Réseau des bibliothèques de Suisse occidentale: 02-A005672413
- Système universitaire de documentation: 163834695
- Virtual International Authority File: 237301054
- WorldCat: E39PBJdcyDjq98GWXVgPmdMXVC